# Данута Булковска
Данута Булковска-Милеј (пољ. Danuta Bułkowska-Milej; Olszanka, 31. јануар 1959) била је пољска атлетичарка спесијалиста за скок увис. Њен лични рекорд из 1984 (1,97 м) био је и пољски рекорд пуних 29 година, када га је 2013. са 1,99 оборила Камила Степањук.

## Спортска биографија
Каријеру је започела крајем 1970. године. Освајала је титулу првака Пољске (на отвореном) девет пута (1977, 1982, 1983, 1984, 1985, 1986, 1987, 1988 и 1989), и пет пута у дцорани (1983, 1984, 1985, 1986 и 1987). Међу њеним најзначајнијим међународним успесима су бронзане медаље на Светским играма у дворани 1985. у Паризу и европским првенствма у Гетеборг 1984. и Пиреју 1985.

## Значајнији резултати
| Датум  | Такмичење                    | Град                      | Пласман | Резултат    | Детаљи |
| Пољска | Пољска                       | Пољска                    | Пољска  | Пољска      |        |
| ------ | ---------------------------- | ------------------------- | ------- | ----------- | ------ |
| 1980   | Олимпијске игре              | Москва, СССР              | 14      | 1,85 м      |        |
| 1984   | Европско првенство у дворани | Гетеборг, Шведска         |         | 1,95 м (НР) |        |
| 1985   | Европско првенство у дворани | Пиреј, Грчка              |         | 1,90 м      |        |
| 1985   | Светске атлетске игре        | Париз, Француска          |         | 1,90 м      |        |
| 1985   | Универзијада                 | Кобе, Јапан               |         | 1,91 м      |        |
| 1986   | Европско првенство           | Штутгарт, Западна Немачка | 7.      | 1,90 м      |        |
| 1987   | Европско првенство у дворани | Лијевен, Француска        | 7.      | 1,88 м      |        |

## Лични рекорди
Листа личних рекорда према профилу Дануте Булковске на сајту ИААФ.
| Скок увис    | Резултат | Место    | датум         |
| ------------ | -------- | -------- | ------------- |
| на отвореном | 1,97     | Верштат  | 9. јун 1984.  |
| у дворани    | 1,95     | Гетеборг | 4. март 1984. |